# Лаутен
Лаутен (тетум Lautein, порт. Lautém) — один з 13 районів Східного Тимору. Займає крайній східний край острова Тимор. Площа території складає 1813,11 км². Адміністративний центр — місто Лоспалос, розташований за 248 км на схід від Ділі.

## Географія і клімат

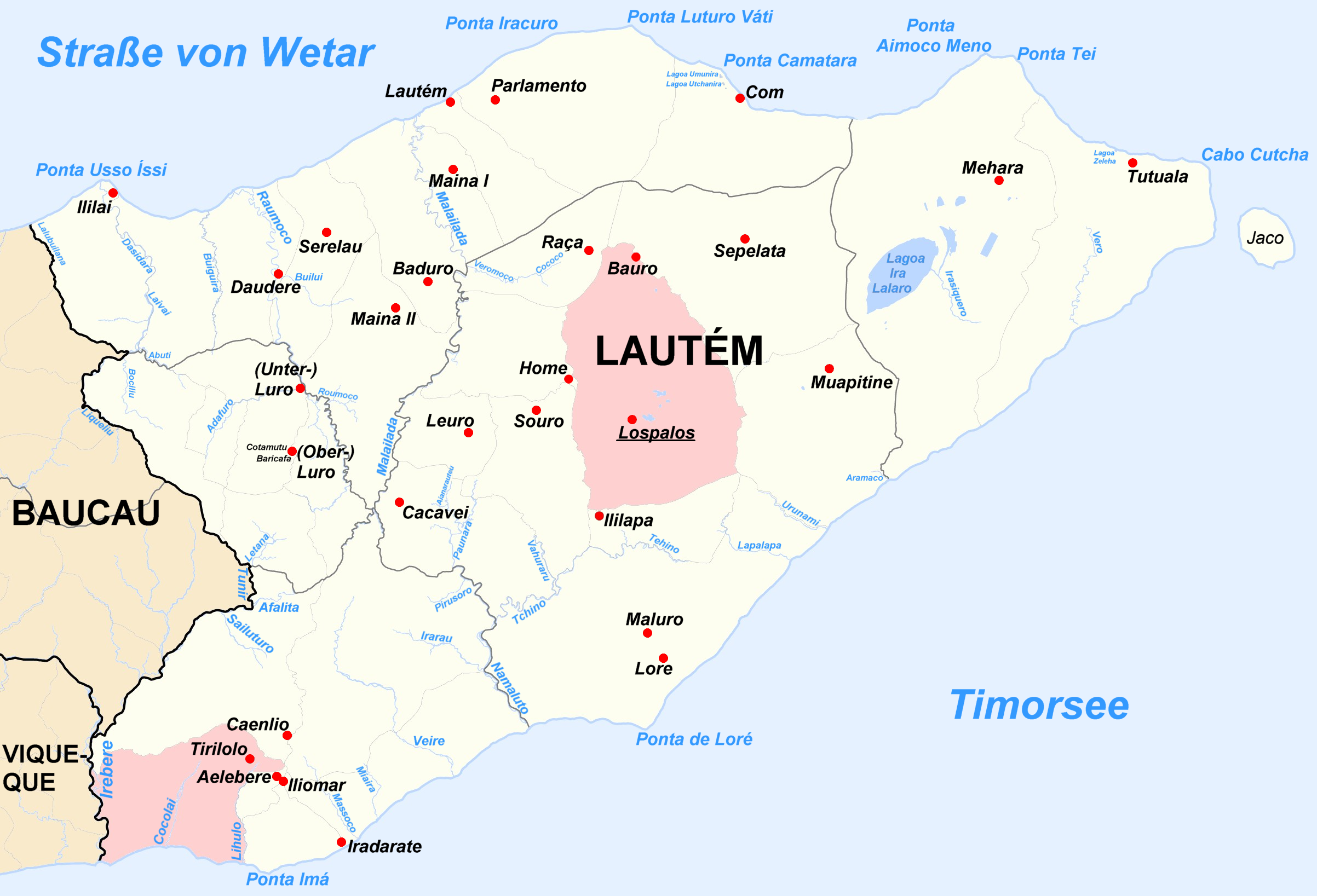
Карта району

На заході район межує з районом Баукау, на південному заході — з районом Вікеке. На півночі омивається водами моря Банда, а на півдні — водами Тиморського моря. До складу району входять також крайня східна точка острова Тимор, мис Кутча, розташований поблизу села Тулуала, а також невеликий острів Жаку. Переважає горбистий і гористий рельєф. Найвища точка провінції, гора Легумау, становить 1297 м над рівнем моря і розташовується в підрайоні Луро. У підрайоні Тутуала розташоване найбільше озеро Східного Тимору Іра-Лаларо з площею дзеркала близько 2200 га. Рівень води в ньому суттєво змінюється залежно від пори року. Основні річки: Віру, Ірасикеру, Раумоку, Дасидара, Малайлада, Іребере, Намалуту та багато ін.
Сухий сезон триває з серпня по жовтень, однак його тривалість сильно змінюється в залежності від конкретного району. Під час сезону дощів сильні зливи, часто призводять до повеней і значних руйнувань. Так, в червні 2001 року основна дорога, що веде з Лоспалос в Баукау, була сильно пошкоджена. Середні температури змінюються протягом року від 23,6 до 31,8 °C, однак можуть перевищувати і 38 °C.

## Населення
Населення району за даними на 2010 рік становлять 59 787 осіб; для порівняння, в 2004 році воно налічувало 55 921 особи. Середня щільність населення становить близько 32,97 чол./км². Середній вік населення за даними на 2010 рік становить 17 років. У період з 1990 по 2004 роки щорічний приріст населення налічував в середньому 1,72 %. Дитяча смертність на 2002 становила в Лоспалос — 68 (для порівняння на 1996: 102), в Лаутені — 89 (126), в Луру — 101 (152), в Іліомарі — 129 (119) і в Тутуалі 140 (81) на 1000 новонароджених. В середньому по району цей показник склав 98 на 1000 новонароджених.
62,5 % населення розмовляють мовою фаталуку; 22,7 % — на макасаї та 12,5 % — на макалеру. 33,5 % населення розмовляють мовою тетум як на другій; 10,1 % володіють португальською; 41,1 % — індонезійською. Рівень неписьменності становить 61,1 % (65,9 % у жінок і 56,0 % — у чоловіків). Середню школу закінчили лише близько 40 % населення, а вищу освіту має лише 2,7 % населення.

## Адміністративний поділ

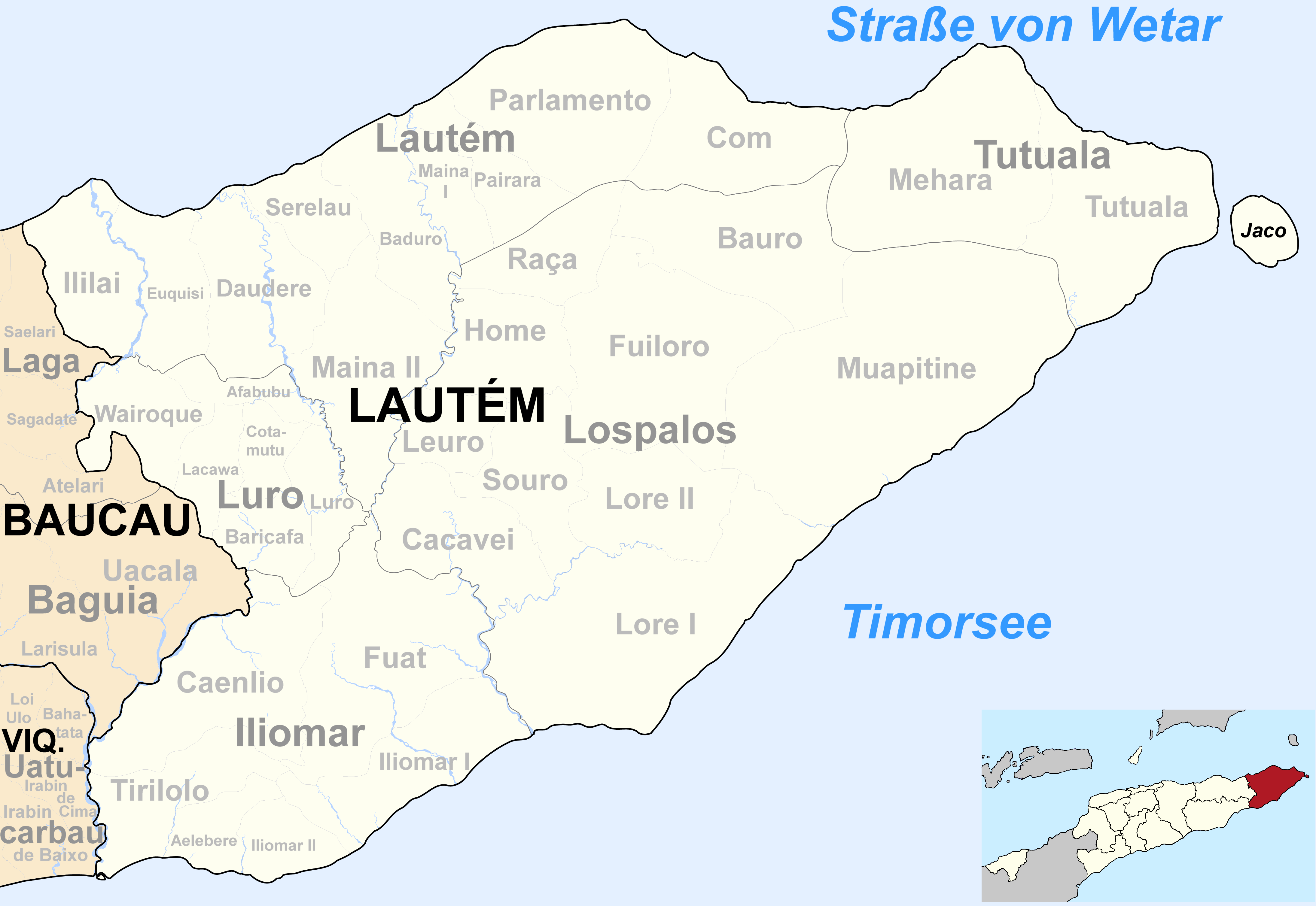
Адміністративний поділ району

В адміністративному відношенні поділяється на 5 підрайонів:
| Підрайон | Населення, чол. (2010) | Площа, км² |
| -------- | ---------------------- | ---------- |
| Іліомар  | 7201                   | 302,17     |
| Лаутен   | 14 147                 | 448,38     |
| Лоспалос | 29 236                 | 623,93     |
| Луру     | 5367                   | 128,28     |
| Тутуала  | 3836                   | 310,36     |

## Галерея

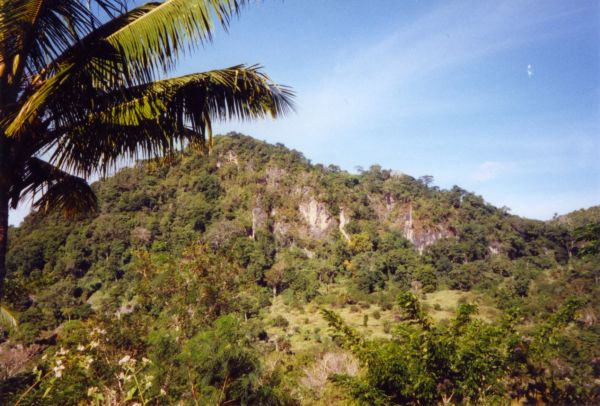
Кліф недалеко від села Тутуала
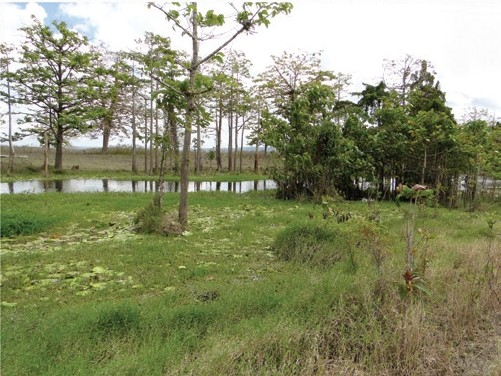
Місцевість поблизу озера Іра-Лаларо
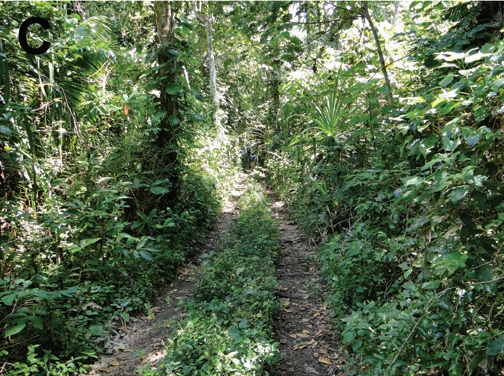
Вічнозелені тропічні ліси в районі Лаутен
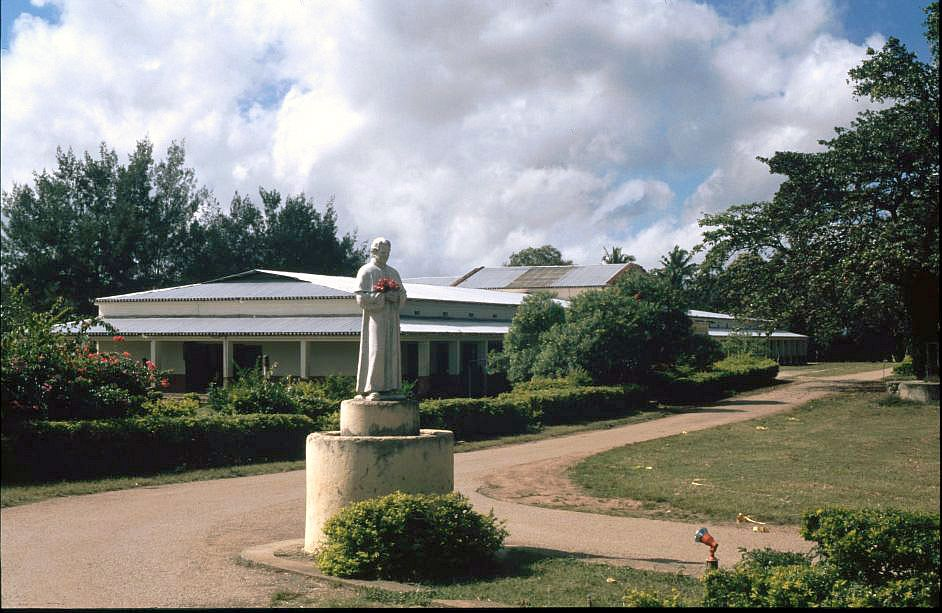
Коледж Дон-Боско в Фуїлоро
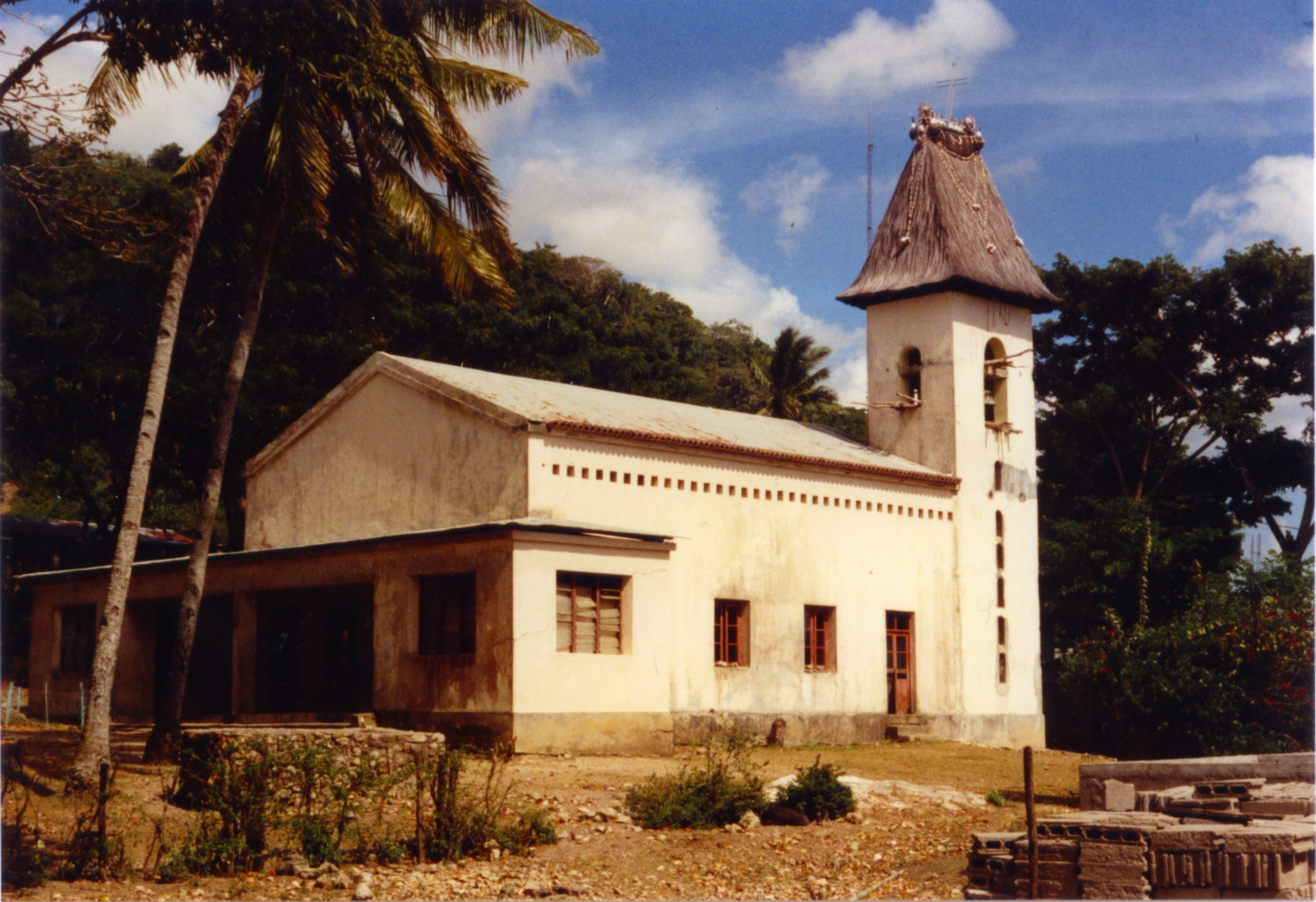
Церква в Тутуалі
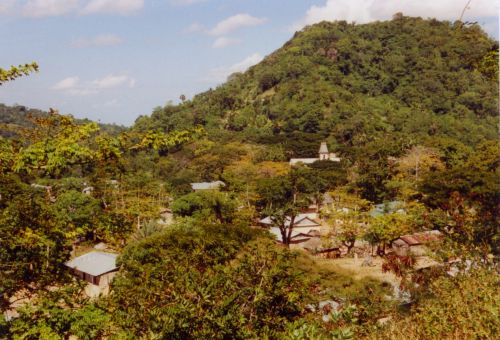
Вид на село Тутуалі